# Никитченко, Владимир Семёнович
Влади́мир Семёнович Ники́тченко (15 июля 1908, Киев — ?), советский художник кино, специалист комбинированных съёмок, изобретатель. Член Союза кинематографистов СССР (Московское отделение), Заслуженный художник РСФСР (1969). Лауреат Сталинской премии второй степени (1949).

## Биография
В. С. Никитченко родился 2 (15) июля 1908 года в Киеве в семье десятника. В 1924-1928 учился на декоративном отделении Киевского художественно-декоративного техникума. В кино с 1928 года. Работал на киностудиях «Межрабпомфильм», «Госкинопромгрузия», «Мосфильм». С 1938 года — на киностудии «Союздетфильм».
Старший брат — И. С. Никитченко. Вместе с ним разработал портативный станок для дорисовки кадра, а также оригинальные методы комбинированных съёмок: метод «оптических перекладок», ставший основой одноимённого короткометражного фильма 1946 года;
в 1956 году — метод «автоматических перекладок» (фильм «Мамлюк» и др.). Эти методы расширили и обогатили изобразительные возможности искусства кино.

## Фильмография
- 1931 — Сорок сердец (совместно с Иваном Никитченко)
- 1932 — Горизонт (совместно с Иваном Никитченко)
- 1934 — Карьера Рудди (совместно с Иваном Никитченко)
- 1934 — Настенька Устинова (совместно с Иваном Никитченко)
- 1938 — Руслан и Людмила (совместно с Андреем Никулиным и И. Меденом)
- 1939 — Василиса Прекрасная
- 1941 — Конёк-Горбунок
- 1942 — Принц и нищий (совместно с Сергеем Козловским и Ш. Мирзояном)
- 1944 — Кащей Бессмертный
- 1946 — Оптические перекладки (совместно с Иваном Никитченко)
- 1946 — Синегория
- 1948 — Молодая гвардия (совместно с Иваном Никитченко)
- 1948 — Третий удар (совместно с Иваном Никитченко)
- 1950 — Огни Баку (совместно с Иваном Никитченко)
- 1952 — Майская ночь, или Утопленница
- 1953 — Повесть о нефтяниках Каспия (совместно с Иваном Никитченко)
- 1953 — Случай в тайге (совместно с Арсением Клопотовским)
- 1954 — Море студёное
- 1955 — Девушка-джигит (совместно с Иваном Никитченко)
- 1956 — Это начиналось так (совместно с Иваном Никитченко)
- 1958 — Мамлюк (совместно с Иваном Никитченко)
- 1958 — Человек с планеты Земля
- 1959 — Марья-искусница (совместно с Арсением Клопотовским)
- 1961 — Вечера на хуторе близ Диканьки (совместно с Юрием Лупандиным)
- 1963 — Им покоряется небо
- 1963 — Тропы Алтая
- 1964 — Обыкновенное чудо
- 1964 — Первый снег
- 1965 — Верность матери
- 1971 — Держись за облака

## Награды и премии
- Сталинская премия второй степени (1949) — за фильм «Третий удар» (1948)[3]
- Заслуженный художник РСФСР (29.09.1969)